# 산토도밍고 도독령
산토도밍고 도독령(Capitanía General de Santo Domingo)은 오늘날의 히스파니올라섬에 있던 스페인의 도독령이다 원래 스페인이 전부 통치했다가 밀수를 방지하기 위해 섬 서부를 황폐화시킨 오소리오의 황폐화 사건 이후 프랑스에 섬의 서부를 빼았겨, 잔여지는 오늘날의 도미니카 공화국이 되었다. 프랑스에 뺐긴 곳은 프랑스의 식민지 생도맹그를 거쳐 오늘날의 아이티가 되었다.